# Som Gospel (álbum de Fernanda Brum)
Som Gospel é uma coletânea da cantora Fernanda Brum, lançada em 2008 pela gravadora MK Music.
O disco soma canções de sucessos lançadas pela cantora, incluindo "Quem é essa Mulher no Espelho".

## Faixas
1. "Dá-me Filhos"
2. "Eu Vou (África)"
3. "Espirito Santo"
4. "Nuvem de Glória"
5. "Quebrantado Coração"
6. "Tudo que Tem Fôlego"
7. "Meu Bem Maior"
8. "Seu Lugar"
9. "Ele Escolheu os Cravos"
10. "Tua Glória"
11. "O que Diz Meu Coração"
12. "Filho de Davi"
13. "Quem é essa Mulher no Espelho"
14. "Amar Você"
15. "Não é Tarde"